# 早期接触
早期接触（そうきせっしょく、英: premature contact）とは、咬合干渉の１つで、閉口時に、安定した上下顎の咬合接触状態が得られる前に一部の歯だけが咬合接触する状態をいう。

## 意義
早期接触のうち、特に有害なのは、中心位早期接触と前方位早期接触と平衡側早期接触である。これらは、歯ぎしりなどを誘発することから、治療の対象として解消が図られる。咬合分析により診断が可能である。

## 概要
早期接触は、咬頭嵌合位に至る前に、歯列内の一部分の歯だけが接触している状態である。早期接触には、中心位の早期接触と偏心位の早期接触とがある。中心位の早期接触は、中心位と咬頭嵌合位との不調和を招く主因となり、有害である。偏心位の早期接触には、前方位の早期接触と側方位の早期接触があり、側方位の早期接触のうちとくに平衡側の早期接触は有害である。